# Rákócziújfalu
Rákócziújfalu là một thị trấn thuộc hạt Jász-Nagykun-Szolnok, Hungary. Thị trấn này có diện tích 19,61 km², dân số năm 2010 là 2037 người, mật độ 104 người/km².